# KB 65
Le KB 65 est un club de hockey sur glace de Bjästa en Suède. Il évolue en Division 1, troisième échelon suédois.

## Historique
Le club a été créé en 1965 à la suite de l'association du club de Köpmanholmen IF avec celui de Bjästa IF.

## Palmarès
- Aucun titre.